# Kronprinsensvej
Kronprinsensvej er en vej vest for Frederiksberg Have på Frederiksberg mellem Dalgas Boulevard i vest og Søndre Fasanvej i øst.
Vejen fik sit navn i 1883 efter Kronprins Konstantin af Grækenland.
Stykket mellem den nedlagte jernbane (ved den nuværende spærring) og Dalgas Boulevard hed indtil 1939 Samfunds Allé.